# Сальбутамол
Сальбутамол (лат. Salbutamolum) — синтетичний препарат, селективний агоніст β2-адренорецепторів.  Належить по хімічній структурі до фенілзаміщених β-аміноспиртів, та застосовується як місцево (інгаляційно, у тому числі в небулайзерах), так і перорально, парентерально та ректально. Сальбутамол належить до групи селективних бета-2-адреностимуляторів. По своєму хімічному складу є рацематом двох енантіомерів (S-сальбутамолу та R-сальбутамолу), з яких вищу бронхолітичну активність має R-ізомер. Сальбутамол створений у 1967 році у Великій Британії під торговельною маркою «Вентолін» у лабораторії компанії Allen & Hanburys, що натепер є підрозділом компанії GlaxoSmithKline, яка і проводила подальші дослідження та маркетинг препарату. У 1982 році сальбутамол був схвалений для використання FDA у США під торговельною маркою «Альбутерол», та став найрозповсюдженішим бронходилятатором у більшості країн світу. Сальбутамол також включений ВОЗ у список необхідних лікарських препаратів.

## Фармакологічні властивості
Сальбутамол — синтетичний препарат, що є по хімічній структурі фенілзаміщеним β-аміноспиртом та належить до групи селективних бета-2-адреностимуляторів. Механізм дії препарату полягає у стимуляції β2-адренорецепторів, які знаходяться у гладкій мускулатурі бронхів, міометрію та кровоносних судин шляхом активації внутрішньоклітинної аденілатциклази, яка утворює комплекс із G-протеїном, під впливом якого підвищується утворення циклічного АМФ та стимуляція протеїнкінази типу А, що призводить до розслаблення гладкої мускулатури внутрішніх органів. Сальбутамол не руйнується ферментом легеневою катехол-О-метилтрансферазою, і тому при інгаляційному застосуванні діє триваліше за інших представників цієї групи лікарських препаратів. Сальбутамол має виражену бронхолітичну дію, яка спостерігається як при інгаляційному, так і при інших шляхах застосування препарату. Під впливом сальбутамолу зменшується виділення медіаторів запалення із опасистих клітин (у тому числі виділення гістаміну та лейкотрієнів), зменшується проникність капілярів (що сприяє попередженню розвитку набряку слизової оболонки бронхів) та модуляція вироблення слизу бронхіальними залозами, що призводить до оптимізації мукоциліарного кліренсу. Але зниження виділення медіаторів запалення та зниження проникності капілярів при застосуванні сальбутамолу не супроводжуються зменшенням кількості клітин запалення у слизовій оболонці бронхів (у тому числі активованих — макрофагів, еозинофілів та лімфоцитів), що теоретично може призвести до посилення запального процесу в дихальних шляхах (наприклад, при появі після застосування сальбутамолу можливості зробити вільніших подих, і при цьому вдихнути велику кількість екзогенних алергенів). Сальбутамол має також сприяє підвищенню вироблення легеневого сурфактанту, має антиоксидантну дію та сприяє ремоделюванню тканин дихальних шляхів. Сальбутамол при інгаляційному введенні діє виключно на β2-адренорецептори бронхів та не впливає на рецептори в інших органах. Сальбутамол лише у незначній ступені впливає на β1-адренорецептори міокарду. Препарат також має токолітичну дію, що призводить до зниження тонусу і розслаблення гладких м'язів матки, та застосовується при загрозі передчасних родів та істміко-цервікальній недостатності. При застосуванні сальбутамолу спостерігається зниження концентрації калію в крові, посилення виділення інсуліну та підвищення глікогенолізу разом із підвищенням концентрації глюкози в крові. При тривалому застосуванні сальбутамолу спостерігається розвиток толерантності до препарату, а при застосуванні значно вищих від середньотерапевтичних доз препарату різко зростає ймовірність важких побічних ефектів, у тому числі пов'язаних із активацією адренорецепторів міокарду (у тому числі тахікардію, фібриляцію передсердь, явища ішемії міокарду, ортостатичну гіпотензію, подовження інтервалу QT у зв'язку із гіпокаліємією та супутнім порушенням серцевого ритму із можливою асистолією), та метаболічних порушень, а також можливість виникнення (хоча й нижча, ніж при застосуванні інших агоністів адренорецепторів, як фенотерол) ефекту «рикошету» — посилення бронхоспазму при перевищенні середньотерапевтичної дози препарату або занадто частому застосуванні.

### Фармакодинаміка
Сальбутамол добре всмоктується та розподіляється в організмі як після перорального, так і після парентерального застосування, біодоступність препарату складає 85% при пероральному застосуванні та 100% при парентеральному введенні. Після перорального прийому поява сальбутамолу в крові спостерігається за 30 хвилин після прийому, максимальна концентрація в крові досягається протягом 2—3 годин. При ректальному застосуванні (частіше застосовується в дітей) максимальна концентрація у крові досягається протягом 1 години. Після внутрішньовенної ін'єкції дія препарату починається через 4—5 хвилин після введення та триває 4—6 годин. При інгаляційному застосуванні до нижніх дихальних шляхів доходить 10—15% сальбутамолу, а решта осідає у верхніх дихальних шляхах, або проковтується та всмоктується у шлунково-кишковому тракті. Дія препарату при інгаляційному застосуванні розпочинається за 4—5 хвилин, з досягненням максимального ефекту за 30 хвилин та тривалістю ефекту 4—5 годин. Сальбутамол погано (10% кількості препарату) зв'язується з більками плазми крові. Сальбутамол створює високі концентрації в більшості органів, проходить через плацентарний бар'єр та виділяється в грудне молоко. Метаболізується препарат у печінці з утворенням малоактивних метаболітів. Виводиться сальбутамол із організму переважно із сечею, як у незміненій формі, так і у вигляді метаболітів, частково виводиться із жовчю. Період напіввиведення препарату складає 3,7—6 годин, цей час може збільшуватися при печінковій або нирковій недостатності.

## Показання до застосування
Сальбутамол застосовується при бронхіальній астмі, хронічному обструктивному захворюванні легень, емфіземі легень та інших захворюваннях, що супроводжуються бронхоспазмом, переважно інгаляційно, як у дорослих, так і дітей. За необхідності прийому підтримуючих доз сальбутамолу при бронхообструктивних захворюваннях препарат застосовується перорально, а для швидкого зняття приступу бронхіальної астми може застосовуватися внутрішньовенно, а у дітей — і ректально. В акушерській практиці застосовується переважно внутрішньовенно при істміко-цервікальній недостатності, при загрозі передчасних пологів, при сповільненні серцебиття у плоду (у періоди розкриття шийки матки та зганяння плоду), а також із профілактичною метою при операціях на вагітній матці при накладанні внутрішнього циркулярного шову при недостатності внутрішнього зіву матки.

## Побічна дія
При застосуванні сальбутамолу найчастішим побічним ефектом є тремор рук, що, за різними оцінками, спостерігається від 30 до 42% випадків застосування препарату (частіше при парентеральному застосуванні та при передозуванні препарату), часто також спостерігається тахікардія, при вагітності спостерігається почащене серцебиття як у матері, так і у плоду. Серед інших побічних ефектів можуть спостерігатися:
- Алергічні реакції — дуже рідко (менше 0,01%) висипання на шкіри, свербіж шкіри, кропив'янка, набряк Квінке, гіпергідроз, набряк обличчя, колапс з артеріальною гіпотензією.
- З боку травної системи — нечасто (0,1—1%) нудота, блювання, стоматит та фарингіт (внаслідок подразнення слизових оболонок при інгаляційному застосуванні).
- З боку нервової системи — часто (1—10%) головний біль; рідко загальна слабість, неспокій, парестезії, збудження, судоми м'язів, шум у вухах.
- З боку дихальної системи — дуже рідко (менше 0,01%) парадоксальний бронхоспазм.
- З боку серцево-судинної системи — дуже рідко (менше 0,01%) аритмії (у тому числі фібриляція передсердь, суправентрикулярна тахікардія та екстрасистолія), артеріальна гіпертензія або гіпотензія, явища ішемії міокарду.
- Зміни в лабораторних аналізах — дуже рідко гіперглікемія, гіпокаліємія, гіперліпідемія.

## Протипокази
Сальбутамол протипоказаний при підвищеній чутливості до препарату, міокардиті, вадах серця, при некоригованій артеріальній гіпертензії, декомпенсованому тиреотоксикозі та цукровому діабеті, вираженій серцевій недостатності, при тахіаритміях, глаукомі, печінковій та нирковій недостатності, епілепсії, у І триместрі вагітності, при інфекціях родових шляхів, внутрішньоутробній загибелі плоду, вадах розвитку плоду, передчасному відшаруванні плаценти або кровотечі при передлежанні плаценти, загрозі переривання вагітності у II—ІІІ триместрі вагітності. Сальбутамол не застосовується одночасно з бета-блокаторами у зв'язку із антагонізмом їх дії, а також із іншими адреностимуляторами у зв'язку із збільшенням ризику побічних ефектів. Препарат не застосовується із серцевими глікозидами у зв'язку із збільшенням ризику інтоксикації глікозидами, трициклічними антидепресантами та інгібіторами моноамінооксидази у зв'язку із ризиком розвитку гіпотонії. При вагітності препарат застосовують по життєвих показах. Рекомендовано припинити лікування сальбутамолом у період годування грудьми. В Україні застосування сальбутамолу дозволено у дітей старших 4 років.

## Форми випуску
Сальбутамол випускається у вигляді небул для інгаляцій по 2,5 мг на 2,5 мл розчину по 40 доз; дозованого аерозолю для інгаляцій у дозуванні по 0,025 та 0,1 г по 120, 200 та 400 доз; порошку для інгаляцій по 0,1; 0,2 та 0,4 мг у дозі у вигляді капсул, ротадисків та циклохалерів; 0,1% розчину для інгаляцій в ампулах по 2,5 мл і флаконах по 2,5; 5; 10 і 50 мл; таблеток по 0,002; 0,004; 0,006; 0,007 і 0,008 г; 0,04% сиропу; ампул по 5 мл 0,1% розчину. Сальбутамол разом із бромгексином входить до складу комбінованого препарату «Сальмодил». Сальбутамол разом із гвайфенезином, бромгексином та ментолом входить до складу комбінованого препарату «Аскорил експекторант»., а з гвайфенезином та бромгексином до складу препарату «Аскорил». Сальбутамол разом із бромгексином та фенілефрином входять до складу комбінованого препарату «Інстаріл експекторант». Разом із теофіліном входить до складу комбінованого препарату «Комбіпек». Разом із іпратропію бромідом сальбутамол входить до складу комбінованого препарату «Іпрамол Стери-Неб» Разом із амброксолом сальбутамол входить до складу комбінованого препарату «Сальброксол».

## Заборона використання у спортсменів
Сальбутамол заборонений для використання спортсменами під час змагань згідно рішення Всесвітнього антидопінгового агентства, і виявлення сальбутамолу в організмі спортсменів під час змагань може служити причиною їх дискваліфікації. Але частина спортсменів, які хворіють бронхіальною астмою, мають дозвіл на використання сальбутамолу від Всесвітнього антидопінгового агентства.